# Viernheim
Viernheim est une ville de taille moyenne située en République fédérale d'Allemagne dans le Land de Hesse, à côté de Mannheim.

## Histoire
| Appartenances historiques Électorat de Mayence 1308–1461 Palatinat du Rhin 1461–1650 Électorat de Mayence 1650–1803 Landgraviat de Hesse-Darmstadt 1803–1806 Grand-duché de Hesse 1806–1918 République de Weimar 1918–1933 Reich allemand 1933–1945 Allemagne occupée 1945–1949 Allemagne 1949–présent |

Même si la colonisation de Viernheim apparaît comme assez ancienne, son existence est réellement attestée par son attribution en 1165, Viernheim à l'abbaye de Lorsch. Les possessions de l'abbaye de 1232 ont été en effet transférées aux archevêques de Mayence. Puis Viernheim est devenu la possession de l'électorat de Mayence en 1308. 
Territoire secondaire, la ville a été très marquée par ses changements de possession permanents et les conflits fréquents dont l’instabilité religieuse qui aboutira à la paix d'Augsbourg et des affronts militaires avec la guerre de trente ans. En 1852, la famine entraîne la migration de 485 personnes. Elle se poursuit et le village essentiellement rural connait un essor économique et géographique important grâce à la révolution industrielle. Les habitants travaillaient de fait dans les villes voisines comme Mannheim et Weinheim. 
Mais c'est surtout après la Seconde Guerre mondiale qu'elle devient véritablement une ville moyenne, démographiquement et économiquement.

## Démographie
La population de la ville est de 32 601 habitants, pour une densité moyenne de 673,6 hab./km2 sur une superficie de 4 800 hectares.
Selon la commune, 25 % de la population est étrangère.

## Monuments

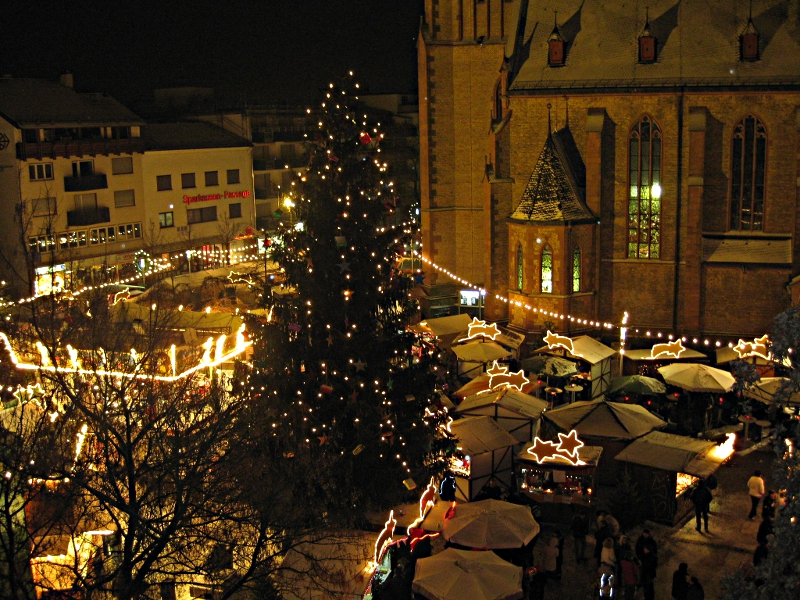
Marché de Noël.

L'architecture de Viernheim est constituée majoritairement autour de son centre historique qu'est l'Apostelplatz avec l'Hotel de ville, le Timescafé, l'église principale et l'Apostelkirche néogothique ainsi que de nombreuses autres en périphérie auxquelles s'ajoutent deux mosquées.
Ces infrastructures se composent aussi de maisons bourgeoises à colombage, d'une bibliothèque municipale dans une ancienne grange à tabac.
Le centre dynamique de la ville est le centre commercial du Rhein-Neckar qui est l'aimant de l'aire urbaine. La zone industrielle de Bannholzgraben concentre également l'activité.

## Jumelage
Viernheim est jumelée avec :
- Franconville (Val-d'Oise) (France) ;
- Potters Bar (Angleterre) ;
- Rovigo (Italie) ;
- Burkina Faso : Satonévri ;
- Allemagne : Haldensleben (Saxe-Anhalt) ;
- République tchèque : Altrohlau.